# Syntolkning

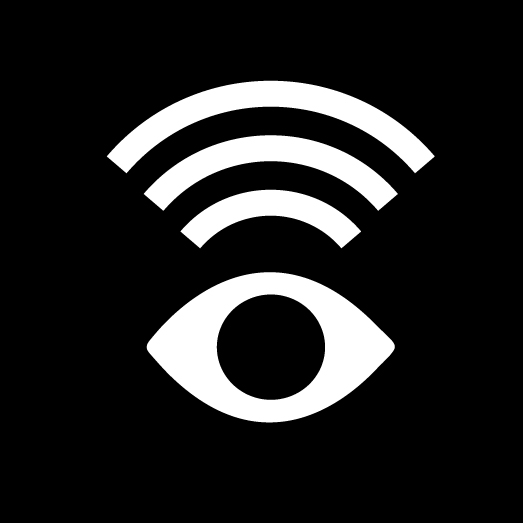
Sedan 2013, svensk symbol för syntolkning framtagen av bland andra SVT, TV4, SRF, HRF och Syntolkning Nu.

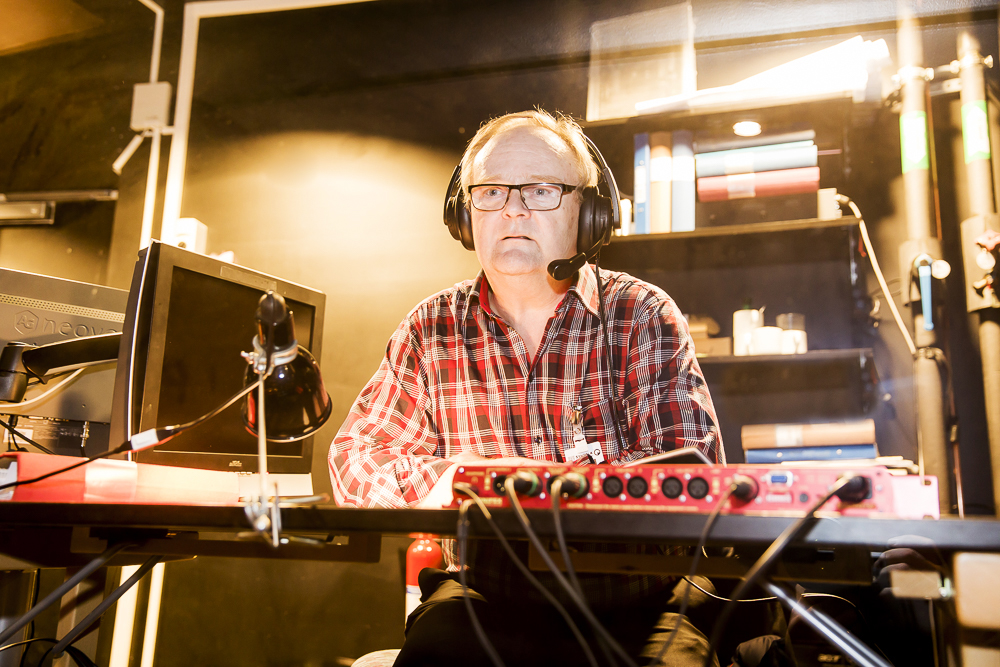
På en teater kan syntolken sitta i ett ljudisolerat rum med god överblick över scenen och salongen.

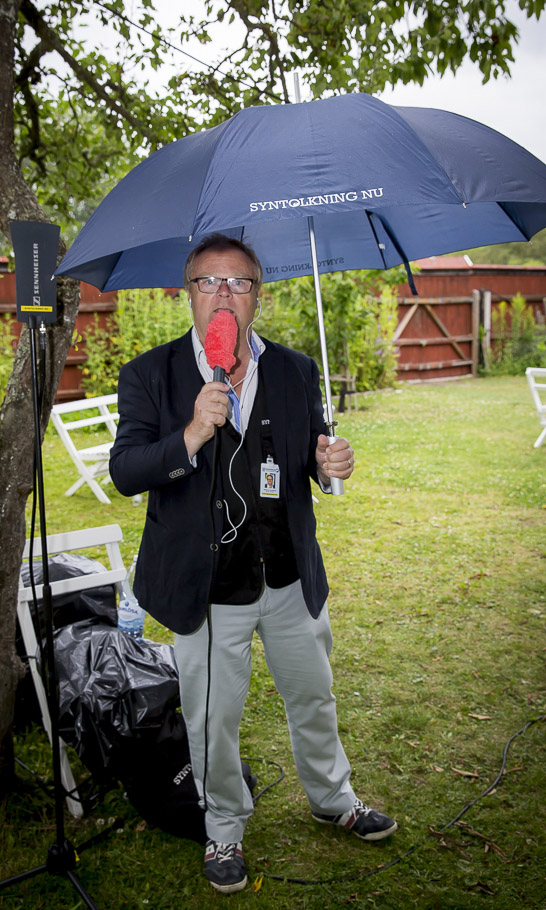
Utomhus kan syntolkningen ske stående.

Syntolkning är ett hjälpmedel främst för personer med synnedsättning (synskadade och blinda).  Att syntolka är en audiovisuell tolkning som kan vara inspelad eller ske live, direkt. Syntolkning sker alltmer via TV, både i public service och de kommersiella kanalerna. Grunden att syntolka är inte olik mellan länder men tekniken kan skilja sig åt. Syntolkning kan ske enskilt eller i grupp och även på flera olika språk samtidigt.
I Sverige arbetar syntolkar såväl med biofilmer som teater, medan de flesta andra länder delar upp yrkesfältet i Audio Description (AD) för ljudspår till filmer, både i biosalongen eller på DVD, medan Visual Interpreter även syftar på syntolkning av teater.
I Sverige ger Myndigheten för press, radio och tv riktlinjer till mediabolagen. Live-syntolkning på bio förändras i Sverige. 2014 gav regeringen Svenska Filminstitutet samt Post & Telestyrelsen i uppdrag att skapa tillgänglig bio. Sverige är alltjämt ledande vad gäller live-syntolkning av teater och evenemang. I april 2015 kom ordet "syntolk" med i Svenska Akademins Ordlista.
Syntolkningen beskriver det som inte framgår av dialogen eller ljudläggningen. Att någon skjuter med pistol, eller för den delen gråter eller pussas, det hör man, men man hör inte vem som träffas, vem som blir pussad eller vem som kommer fram för att utan ord krama den gråtande. Detta berättar syntolken.
En syntolkning får inte krocka med dialogen, och det finns ofta begränsat med tid för syntolken att prata. Det gäller att välja ut rätt saker att beskriva, för att ge den synskadade tittaren en bra bild av vad som händer. Handlingen är förstås viktigast, här ingår också saker som ansiktsuttryck och gester som har betydelse för historien. Men i mån av plats ska också scenografi, utseende och kostym beskrivas. Många vill även gärna veta detaljer som till exempel hundraser, bilmärken, blomsorter och arkitektur.
Syntolkade exempel i den serie som elever på syntolksutbildningen producerat finns på Öppet arkiv hos SVT.

## Syntolk
Syntolk är en person som utövar syntolkning. Syntolken använder ord för att översätta bilder, skeenden och skriven text i film för att inkludera personer med synnedsättning eller exempelvis dyslexi. Verbalt, eller i form av ett skrivet manus, tillgängliggör syntolken det som annars bara kan uppfattas av seende. Syntolkens manus spelas in som en ljudfil av syntolken själv eller av en inläsare. Syntolkens arbete innebär efterforskning och textbearbetning inför beskrivning av exempelvis faktauttryck, platser, utseende, kroppsspråk, tids- eller klassmarkörer och anpassning till specifik målgrupp för varje syntolkning. I några fall, exempelvis vid syntolkning av informationsfilm, kan syntolkens arbete innebära film eller ljudredigering för att syntolkningen ska få plats. Det kan då behöva bli en alternativ film med pauser för syntolkning, som blir tillgänglig parallellt med originalet, för att gruppen syn-nedsatta ska få samma information som seende.

## Bakgrund
Syntolkning är inte bara att få något visuellt beskrivet utan är även en viktig del i att vara en del av samhället och tillsammans med andra få möjlighet att ta del av det. Den svenska kristdemokratiska politikern Maria Larsson, tidigare äldreminister, beskriver i en debattartikel faran i att på grund av sin funktionsnedsättning bli isolerad.

## Historia
I början av 1980-talet började amerikanen Joel Snyder att arbeta med syntolkning i USA. Hans bakgrund var med talböcker, men övergick till att tolka teaterpjäser och media i Washington, DC. Han startade även The Audio Description Project som blivit mycket uppmärksammade och sammanställer listor över evenemang och DVD-filmer som syntolkats. Numera är han ordförande i Audio Description Associates, LLC, samt ansvarig för Audio Description Project, American Council of the Blind.
Tillväxten av antalet filmer som syntolkas i USA är mycket kraftig, från en film 1998 till 117 under 2015.
I Sverige har syntolkning sedan mitten av 1980-talet utvecklats mycket tack vare de tekniska hjälpmedel för hörselförstärkning som fanns på teatrar, till exempel hörslingor. Georg Malvius, teaterchef på Länsteatern i Örebro mellan 1982 och 1985, jämförde där de första syntolkningarna med radioteater:
| ”               | Egentligen borde detta vara en självklarhet för alla teatrar och arenor. [...] Iden är enkel. I min barndom fick jag lyssna på direktsända föreställningar via radio. En röst berättade om dekoren, kläder mm. Då och då gav den lite information om vad som hände på scenen.” | „ |
| – Georg Malvius | |   |

Många av de helgkurser till syntolk som Peter Lilliecrona har haft genom åren  genererade både intresse och kunskap om syntolkning av film och teater. Ända sedan 1991 har han verkat för att synliggöra syntolkning.  
I maj 2010 var Lilliecrona med om att starta föreningen Syntolkning Nu i Sverige. Föreningen har även legat bakom tre filmfestivaler, BLICK, där alla filmer även kunde ses med hjälp av live- eller inspelad syntolkning.  
Den första filmen som syntolkades på svenska var Tjenare kungen, 2005. Sedan dess har omkring 70 filmer på DVD syntolkats på svenska. Den 27 maj 2011 kunde man under galapremiären av filmen Jävla pojkar ta del av den första inspelade syntolkningen i en biosalong. När filmen senare gavs ut på DVD, så var det den första DVD där man kunde välja inspelad syntolkning eller syntolkning via en mobilapp. 
Sverige är fortfarande störst vad gäller live-syntolkning av teater men är sedan några år tillbaka omsprungna vad gäller tillgång på inspelad syntolkning på bio och TV.
Syntolksutbildning som varade längre än de tidigare helg eller enstaka veckokurser ute i landet etablerades 2010 vid Fellingsbro folkhögskola filialen i Örebro, i samråd med TÖI - tolk och översättarinstitutet  vid Stockholms universitet. Höstterminen 2011 startade den första distansutbildningen till syntolk under 16 veckor. Utbildningen som bygger på mycket praktisk verksamhet har film och teater som huvudsakligt område. Även konst, dans och manusinläst syntolkningsspår till SVT-öppet arkiv ingår i undervisningen. Utbildningen till syntolk ges numera på kvartsfart under ett helt läsår. Hösten 2017 startar den ettåriga Syntolksutbildningen som distanskurs på halvfart. 
Färdigutbildade syntolkar från Fellingsbro folkhögskola finns samlade på Google map  Här finner man både utbildare och utbildade syntolkar.

## Arbetsmetod
Syntolkning är mer än bara en person som berättar för en annan vad hen ser. Många gånger börjar en syntolkning flera dagar innan den äger rum. Syntolken besöker evenemanget och studerar in det som händer och sker, skriver en introduktion eller ibland ett manus och tidslinje samt gör research på saker som kan behövas förklaras. 

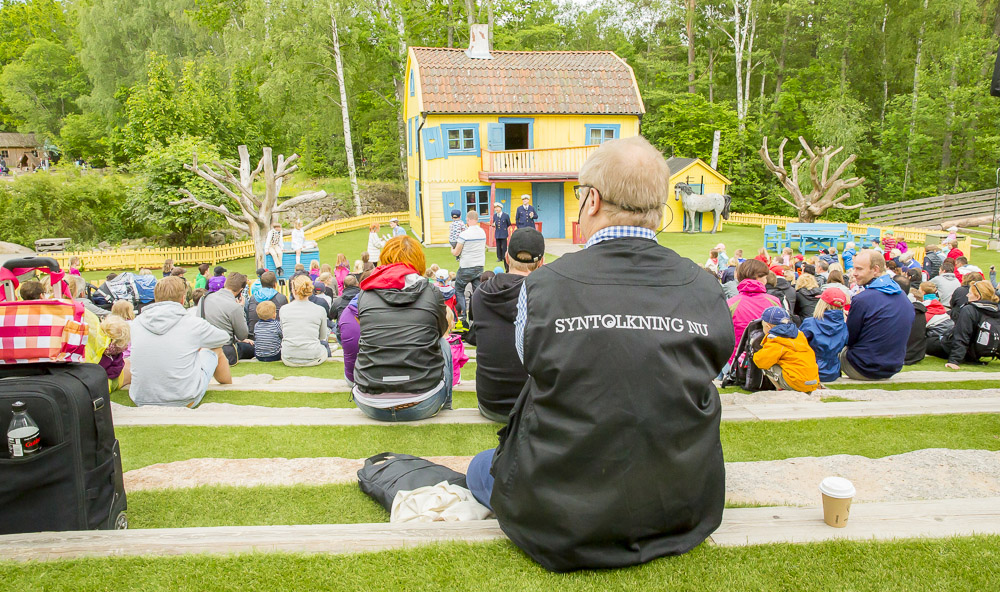
Syntolken förbereder sig genom att se evenemanget innan syntolkningen.
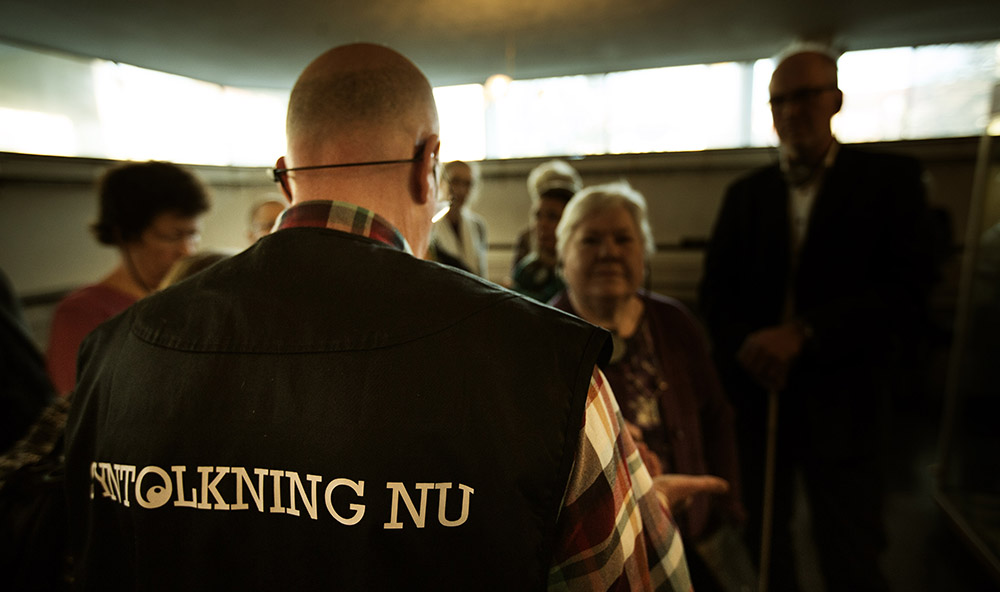
Syntolken möter upp publiken med teknik och information.
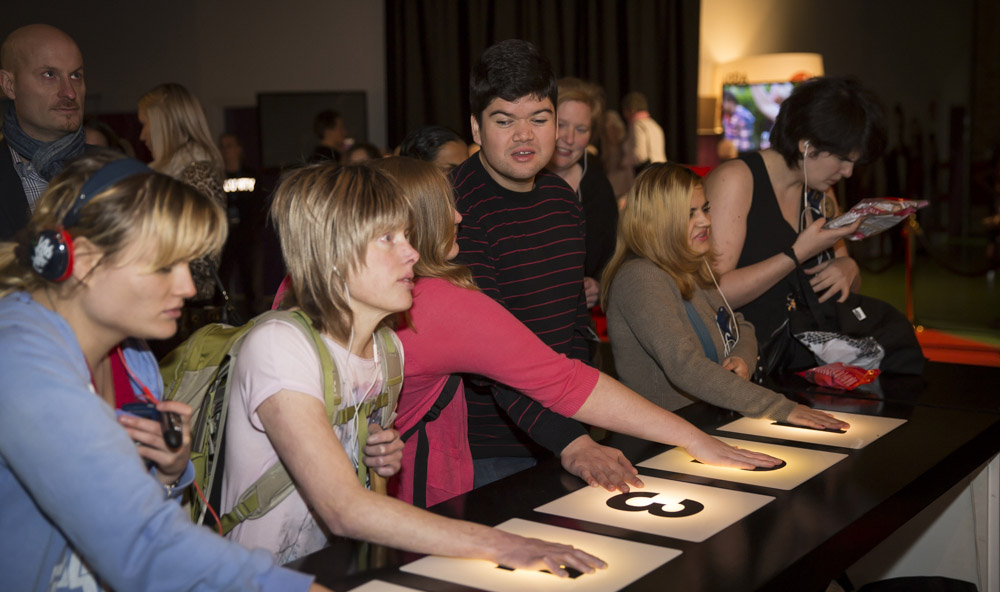
Den synsvaga publiken är delaktig på lika villkor.
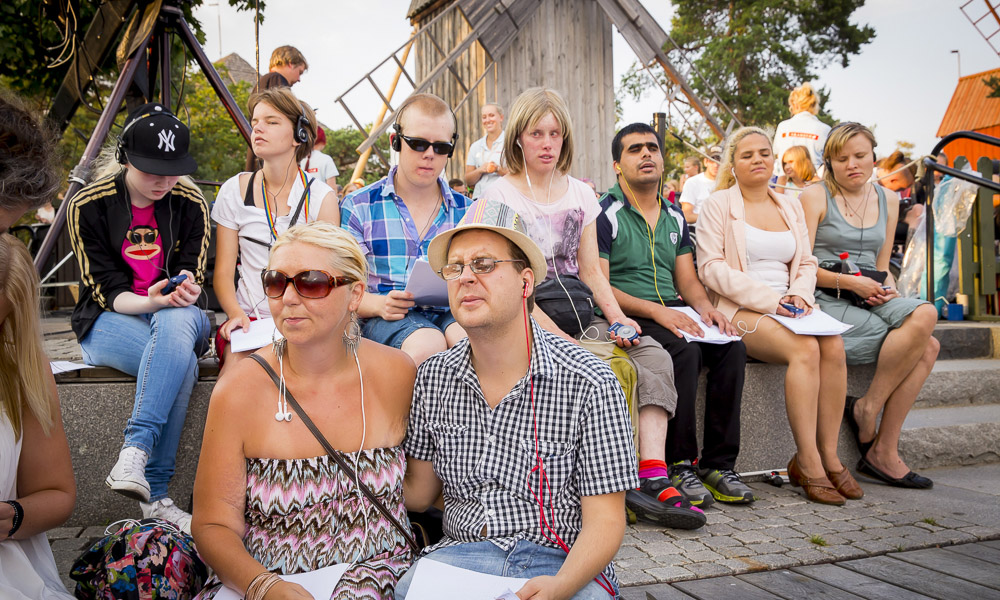
Oftast sitter gruppen långt fram, men tekniken fungerar överallt.

Vid teaterföreställningar inleds ofta med ett möte mellan ensemble och besökare. Strax innan den ordinarie publiken ges tillträde till salongen får de synsvaga med vänner och anhöriga komma in och ta sina platser. Därefter kommer skådespelarna in och presenterar sina röster och karaktärer. När detta inte kan ske, vid till exempel utomhusteater, kan besökarna ledsagas till skådespelarnas omklädningsrum där man presenterar sig för varandra. I några andra fall kan syntolken med hjälp av en mikrofon bakom scenen, intervjua artisterna så att besökarna ändå får en upplevelse av röst och karaktär.

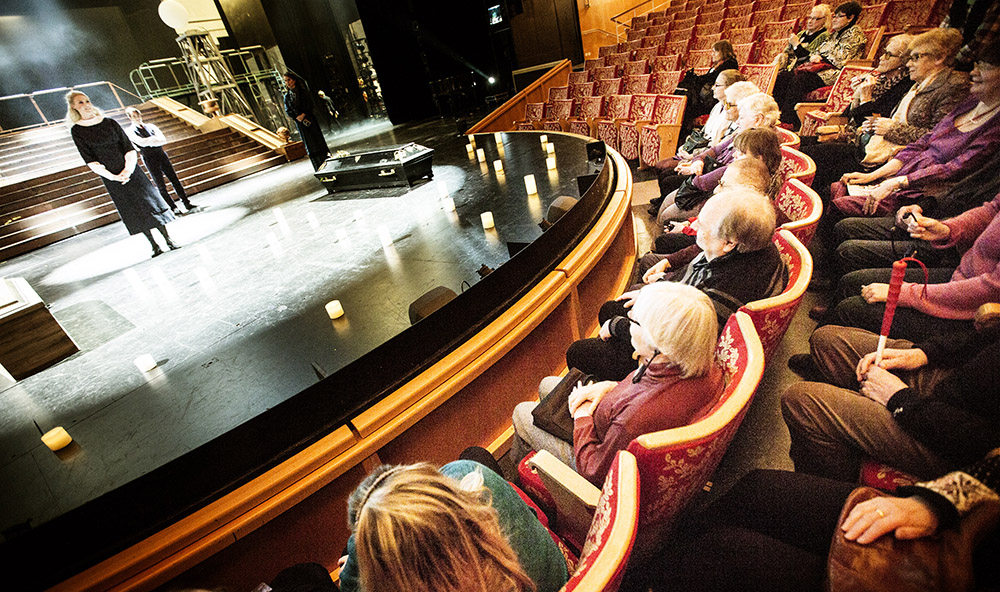
Sångerskan Sanna Nielsen står framför den synsvaga publiken och presenterar sin karaktär. Malmö opera 2015.
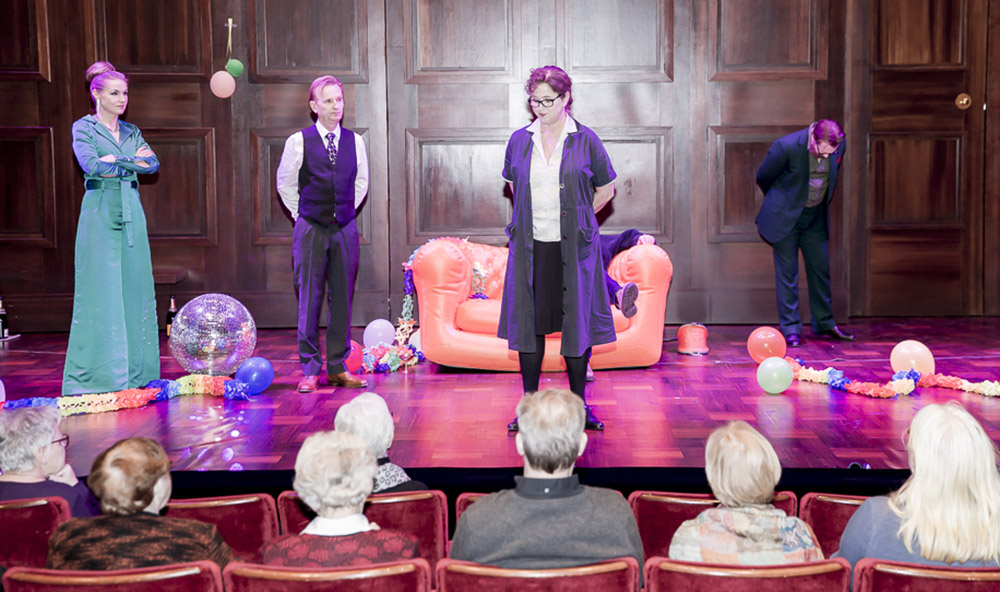
Skådespelaren Johan Ulvesson med flera presenterar från scenen sina roller. Göteborgs Stadsteater 2015
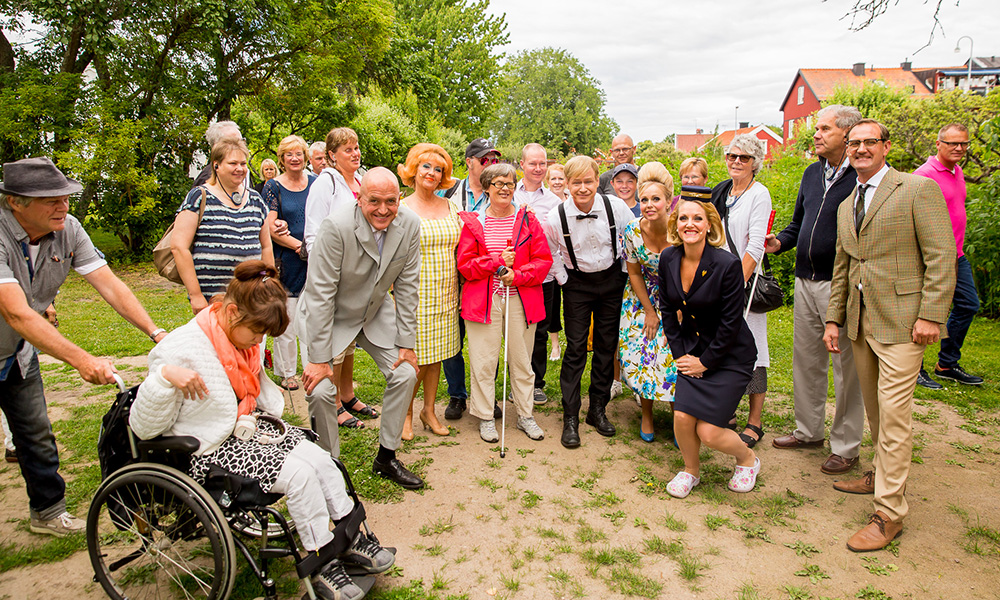
Hela ensemblen kommer ut och träffar gruppen synsvaga innan syntolkningen på Krusenstiernska teatern i Kalmar 2015
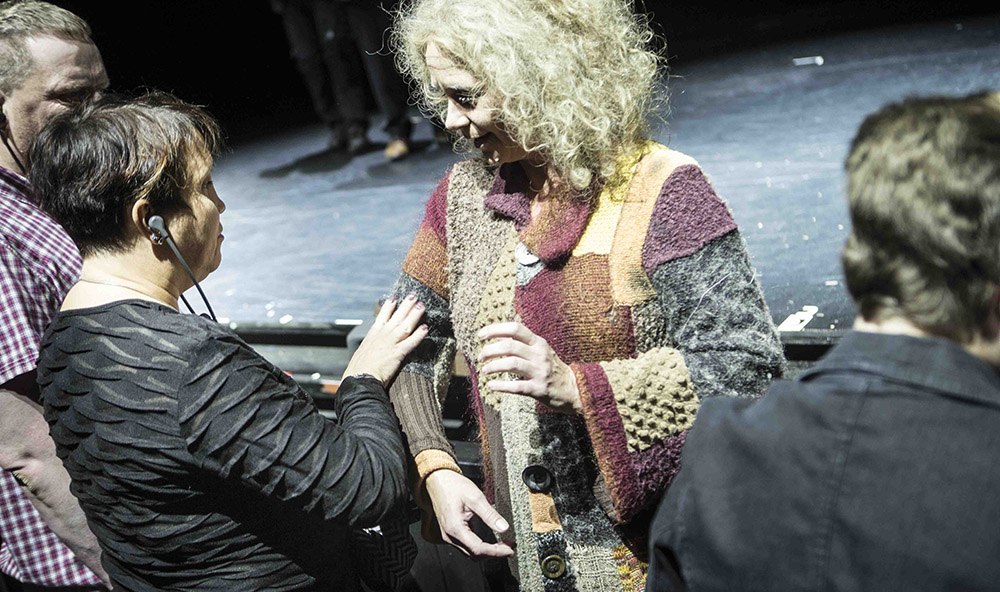
Ibland kommer skådespelarna ned i salongen så de synsvaga får känna på dem.

Under själva filmen, teaterföreställningen eller live-evenemanget beskriver syntolken de synintryck som en synsvag annars skulle missa. Vem som talar, var scenen utspelas, hur saker eller personer förhåller sig i den aktuella situationen etc. Några exempel: stjärnhimlen som illustrerar att det är natt, blickarna mellan två personer som är det enda som avslöjar deras förälskelse, att en person som promenerar på en trottoar upprepade gånger ser sig över axeln och därmed signalerar en rädsla som aldrig uttalas, scenografi, kläder, koreografi, etc. Syntolkens uppdrag är att kort och koncist berätta det som inte sägs för att hjälpa till att lägga det pussel av sagt och osagt, illustrerat och underförstått som utgör kärnan i en film, teater eller annat arrangemang. Däremot är syntolken tyst då det förekommer dialog.

## Typer av syntolkning

### Spontan
Spontansyntolkning är vanligaste formen av syntolkning. Det sker från en person till en annan. Den seende beskriver vad denne ser och uppfattar av omgivningen. Detta kan ske under en promenad eller besök på ett kulturevenemang. Då det sker under en teater- eller bioföreställning uppfattas viskandet oftast störande av övriga besökare. Spontansyntolkning kan även innebära att den som syntolkar inte känner till innehåll eller handling, utan gör det spontant.   

### Live-syntolkning
Live-syntolkning sker vid flera olika typer av evenemang:

#### Föredrag
Syntolkning av föredrag sker alltmer under publika politiska sammanträden, till exempel för att förklara powerpoint-presentationer, dock är det vanligast med teckenspråkstolkning, . Syntolkning är inte ett ordinarie hjälpmedel i skolundervisningen, vilket kan resultera i att skolklasser där någon elev har synnedsättning går på bio eller teater utan syntolkning. Läraren försöker ibland att oförberedd beskriva vad som sker, med varierat resultat. 

#### Sport
Allt fler idrottsklubbar erbjuder live-syntolkning under sina hemmamatcher. Syntolkningen sker då många gånger med hjälp av den webbsändning som idrottsklubben erbjuder. Man kopplar då webbsändningen till en sändare och personer med synnedsättning får låna mottagare för att ta del av live-sändningen. Syntolkning av sport bygger i grunden på spontansyntolkning. Syntolken vet inte vad som händer.

#### Konst
Utställningar på konstinstitutioner idag kan ges som syntolkade visningar eller med förinspelade audioguider. Att syntolka konst kan vara ett tillägg till en guidning under ett konstbesök, eller helt fristående av enbart syntolken.

#### Teater
De institutionsteatrar som uppbär statliga bidrag i Sverige har av Kulturrådet uppmanats att bland annat tillgängliggöra sina föreställningar med hjälp lätt avhjälpta hinder. Göteborgs Stadsteater gjorde i början av 2000-talet en översyn där man inte bara tittade på hur tillgängligt själva huset var utan även det som visades. 

#### Bio
I Sverige har live-syntolkningar i biosalonger under flera år skett med ekonomisk hjälp från Svenska Filminstitutet. Sedan Tillgänglig bio-projektet har växt och ändrat inriktning till inspelad syntolkning via Mobilapplikationer som MovieTalk eller VoiceVision för Iphone samt Bioguiden, Biohjälpen, eller Sub-talk för Android, så håller livesyntolkade biovisningarna på att försvinna. Detta ger personer med synnedsättning möjlighet att gå på bio precis när den så önskar. Ett problem i övergången är att alla synsvaga personer inte har tillgång till en smartphone.

#### Event
Rent praktiskt går det till så att en syntolk via mikrofon berättar för de synskadade i publiken – som hör tolken i headsets eller hörsnäckor – om hur arenan/scenen ser ut, liksom om skådespelarna/idrottsmännens utseende och kläder, gester, ansiktsuttryck och så vidare. Syntolken sitter i allmänhet tillsammans med de synskadade i publiken men talar med låg röst för att inte störa övriga besökare.  
Den utrustning som används vid syntolkning är trådlös.

### Film

#### DVD
I och med projektet Tillgänglig Bio kommer syntolkning på svenskproducerade DVD att successivt försvinna till förmån för syntolkning via smartphone. Amerikansk film kommer att fortsätta syntolkas på DVD.

#### Ljudspår
I juni 2011 gav regeringen Svenska Filminstitutet och Post- och telestyrelsen i uppdrag att ta fram en teknisk helhetslösning som gör det möjligt för personer med synnedsättningar och läs- och skrivsvårigheter att ta del av film på biograf. Uppdragets första del redovisades i en rapport 2013 varpå uppdraget förlängdes och slutrapporten kom 2015. Ansvaret för att filmer förses med ljudspår för syntolkning samt för utländska filmer även uppläst textremsa faller helt på de svenska distributörerna. Dessa har möjlighet att söka bidrag från Svenska Filminstitutet som sedan beslutar vilka filmer som skall tillgängliggöras med syntolkning.  

#### VHS
Ett fåtal special producerade vhs filmer släpptes med syntolkat ljudspår.

### TV
Många filmer som i projektet Tillgänglig bio försetts med ljudspår kan även ses syntolkade på TV, med hjälp av smartphone. Det krävs då att filmen i appen finns i två versioner. En 24fps (bilder per sekund) för bio samt en 25fps för TV/DVD. Uppspelningen är densamma. Det är Myndigheten för press, radio och tv som ser till att både Public Service och kommersiell TV ökar utbudet av syntolkade program. 2016 skall exempelvis minst 100 timmar egen producerade program på SVT vara syntolkade. Sveriges Television syntolkar fler och fler TV-program. Under 2017 ska SVT, enligt uppdrag från Kulturdepartementet, syntolka minst 3 procent av programmen.
TV4-syntolken producerar syntolkade program och har ett ständigt ökande arkiv för detta.

#### Linjär TV
Sveriges Television har låtit syntolka populära TV-program såsom Melodifestivalen, julkalendern, och Allsång på Skansen.

#### Internet
2014  testades för första gången live-syntolkning av TV via en internetlösning. Skarpa tester skedde under Melodifestivalen från TV-huset. Där sändes ljud ut som via en speciell lösning som via mobiltelefonen/hemsidan kunde synkas med TV-sändningen. Finalen från Melodifestivalen sändes via ytterligare en lösning, Facebook, även ut till personer som var dövblinda. 

#### Streamad
Netflix i USA blev först med syntolkning via sin streamingtjänst.

## Finansiering av syntolkning
Finansieringen av syntolkningen skiljer sig från land till land. I Storbritannien är det statliga medel, i USA kommer stora delar av finansieringen via välgörenhet, i Tyskland kommer pengarna från filmbolagen, medan live-syntolkning i Sverige bekostas av Svenska filminstitutet när det gäller film, eller av arrangörer till teaterföreställningar, då det gäller teater.

## Internationellt
ARSAD - är en konferens som startade 2007 i Barcelona, på initiativ av Pilar Orero och Anna Matamala. Den sker vartannat år och samlar folk från hela världen för utbyte av den forskning som pågår i ämnet AD- Audio Description. 
ADLAB - Riktlinjer för syntolkar skapades under ett treårigt projekt mellan sex olika europeiska länder. Detta resulterade i ADLAB guidelines.
Exempel på företag som arbetar med syntolkning:
- Kanada: Accessible Media[23]
- Norge: MediaLT[24]
- Indien: BarrierBreak[25]
- Storbritannien: Vocal Eyes[26]
- Tyskland:  Mixwerk[27]
- USA: The Audio Description Project[28]I Tyskland var Lilliecrona med och initierade Nordic Audio Film Forum, NAFF

### Inom Sverige
- Synskadades Riksförbund (SRF) bildades 1889 under namnet De blindas förening. SRF är en ideell intresseorganisation för synskadade. Man arbetar i tre plan: i lokalföreningar, i distrikt och som riksförbund. Man bedriver ett aktivt internationellt samarbete i Norden, Europa och globalt.
- Riksorganisationen Unga med Synnedsättning (US) bildades 1975 som en sektion av nuvarande Synskadades Riksförbund (SRF), och 1983 blev den självständig. Organisation bestående av ungdomar med synnedsättning i åldrarna 12-30 år.
- Riksföreningen Aktiva Synskadade är en fristående, ideell förening som bildades 1969 och hette fram till år 2000 Blinda Barns Utveckling (BBU).
- Föräldraföreningen för synskadade barn och ungdomar (FSBU). FSBU verkar för att synskadade barn och ungdomar skall kunna leva ett så normalt liv som möjligt.[29]
- Syntolkning Nu i Sverige,[30] bildades 2010. Föreningen arbetar ideellt med att arrangera live-syntolkningar genom att hjälpa arrangörer att bli tillgängligare och besökare att kunna gå på ett syntolkat evenemang. Föreningen argumenterar för de synsvagas rätt till kultur, det som visas och inte bara inträde till lokalen.

## Utbildning
Internationellt har troligen Joel Snyder bedrivit mest utbildning av syntolkning. I Sverige finns följande utbildningar:
- Fellingsbro Folkhögskola utbildar sedan hösten 2011 flera syntolkar per år[32].
- Akademin Valand, knutet till Göteborgs Universitet startar våren 2016 en utbildning av syntolkar för film[33].